# Szlovák női labdarúgó-bajnokság (első osztály)
Az 1. Liga Ženy (hivatalos nevén: Demišport Liga) Szlovákia női labdarúgó bajnoksága. A bajnokság győztese automatikusan indulási jogot kap a UEFA női bajnokok ligájában.

## A 2022–2023-as szezon résztvevői
| Klub                  | Település       | Stadion                             | Férőhely |
| --------------------- | --------------- | ----------------------------------- | -------- |
| Dukla Banská Bystrica | Banská Bystrica | Národný Atletický Štadión           | 7 900    |
| Slovan Bratislava     | Bratislava      | Tehelné pole                        | 22 500   |
| GFC Akadémia          | Topol'čany      | Mestský štadión Vojtecha Schotterta | 12 000   |
| Spartak Myjava        | Myjava          | Štadión Myjava                      | 2 709    |
| Union Nové Zámky      | Nové Zámky      | Štadión na Sihoti                   | 5 000    |
| Petržalka             | Petržalka       | Štadión FC Petržalka                | 1 500    |
| Ružomberok            | Ružomberok      | Štadión pod Čebraťom                | 4 876    |
| Trenčín               | Trenčín         | Sihoť Stadion                       | 8 121    |
| Spartak Trnava        | Trnava          | Anton Malatinský Stadion            | 19 200   |
| Žilina                | Žilina          | Štadión pod Dubňom                  | 11 253   |

## Bajnokok
Az alábbi táblázat a szlovák női bajnokságok győzteseit tartalmazza.
| 1. Liga Ženy |                                                                             |
| 1994–95      | Slovan Bratislava (2)                                                       |
| 1995–96      | Slovan Bratislava (3)                                                       |
| 1996–97      | Slovan Bratislava (4)                                                       |
| 1997–98      | Slovan Bratislava (5)                                                       |
| 1998–99      | Slovan Bratislava (6)                                                       |
| 1999–2000    | ŠKF VIX Žilina                                                              |
| 2000–01      | Slovan Bratislava (7)                                                       |
| 2001–02      | ZSNP Žiar nad Hronom                                                        |
| 2002–03      | ZSNP Žiar nad Hronom (2)                                                    |
| 2003–04      | Slovan Bratislava (8)                                                       |
| 2004–05      | Slovan Duslo Šaľa                                                           |
| 2005–06      | Slovan Duslo Šaľa (2)                                                       |
| 2006–07      | Slovan Duslo Šaľa (3)                                                       |
| 2007–08      | Slovan Duslo Šaľa (4)                                                       |
| 2008–09      | Slovan Bratislava (9)                                                       |
| 2009–10      | Slovan Bratislava (10)                                                      |
| 2010–11      | Slovan Bratislava (11)                                                      |
| 2011–12      | Slovan Bratislava (12)                                                      |
| 2012–13      | Union Nové Zámky                                                            |
| 2013–14      | Union Nové Zámky (1)                                                        |
| 2014–15      | Union Nové Zámky (1)                                                        |
| 2015–16      | Slovan Bratislava (13)                                                      |
| 2016–17      | Partizán Bardejov                                                           |
| 2017–18      | Slovan Bratislava (14)                                                      |
| 2018–19      | Slovan Bratislava (15)                                                      |
| 2019–20      | A koronavírus-járvány miatt a bajnokság félbeszakadt, bajnokot nem avattak. |
| 2020–21      | A koronavírus-járvány miatt a bajnokság félbeszakadt, bajnokot nem avattak. |
| 2021–22      | Spartak Myjava                                                              |

### Klubonként
|                      |                 |                 |         | |  |  |  |  |
| Slovan Bratislava    | Bratislava      | Bratislava      | 15      | 1994–95, 1995–96, 1996–97, 1997–98, 1998–99, 2000–01, 2003–04, 2008–09, 2009–10, 2010–11, 2011–12, 2015–16, 2017–18, 2018–19, 2020–21 |  |  |  |  |
| Slovan Duslo Šaľa    | Nitra           | Šaľa            | 4       | 2004–05, 2005–06, 2006–07, 2007–08 |  |  |  |  |
| Union Nové Zámky     | Nitra           | Nové Zámky      | 3       | 2012–13, 2013–14, 2014–15 |  |  |  |  |
| ZSNP Žiar nad Hronom | Banská Bystrica | Žiar nad Hronom | 2       | 2001–02, 2002–03 |  |  |  |  |
| Spartak Myjava       | Trenčín         | Myjava          | 1       | 2021–22 |  |  |  |  |
| Partizán Bardejov    | Prešov          | Bardejov        | 2016–17 | |  |  |  |  |
| ŠKF VIX Žilina       | Žilina          | Žilina          | 2000–01 | |  |  |  |  |